# TUBSAT-A
TUBSAT-A war der erste Mikrosatellit des Institut für Luft- und Raumfahrt (ILR) der TU Berlin. Die Entwicklung und den Bau des Satelliten übernahm das ILR mit Projektführung durch Udo Renner, die Finanzierung wurde durch das Bundesministerium für Bildung und Forschung gewährleistet. Der Satellit diente als Kommunikationssatellit und Technologieerprobungsträger. Er wurde am 17. Juni 1991 mit einer Ariane 4 in einen sonnensynchronen 780-km-Orbit gestartet. Im Jahr 2005 war er noch in Betrieb, wurde jedoch nicht mehr aktiv genutzt.

## Zweck
Der Satellit wurde hauptsächlich zur Kommunikation mit kleinsten Bodenstationen eingesetzt, die in GPS-Halsbänder von Hirschen und Störchen und in treibende Meeresbojen eingebaut oder von Arktisexpeditionen als Kommunikationssystem genutzt wurden. Zu diesem Zweck ist ein am Institut für Fernmeldetechnik der TU Berlin entwickelter digitaler Sprachspeicher an Bord, der kurze eingehende Nachrichten speichern und zu einer anderen Zeit wieder abspielen und aussenden kann, d. h. wenn sich der Satellit über einem anderen Ort befindet. (Das Iridium-System und ähnliche weltumspannende Kommunikationssysteme waren beim Start der Mission noch nicht in Betrieb.)

## Technische Daten
- 38 × 38 × 38 cm Würfel
- 35 kg Masse
- VHF-Kommunikationssystem